# 펨브로크 (몰타)

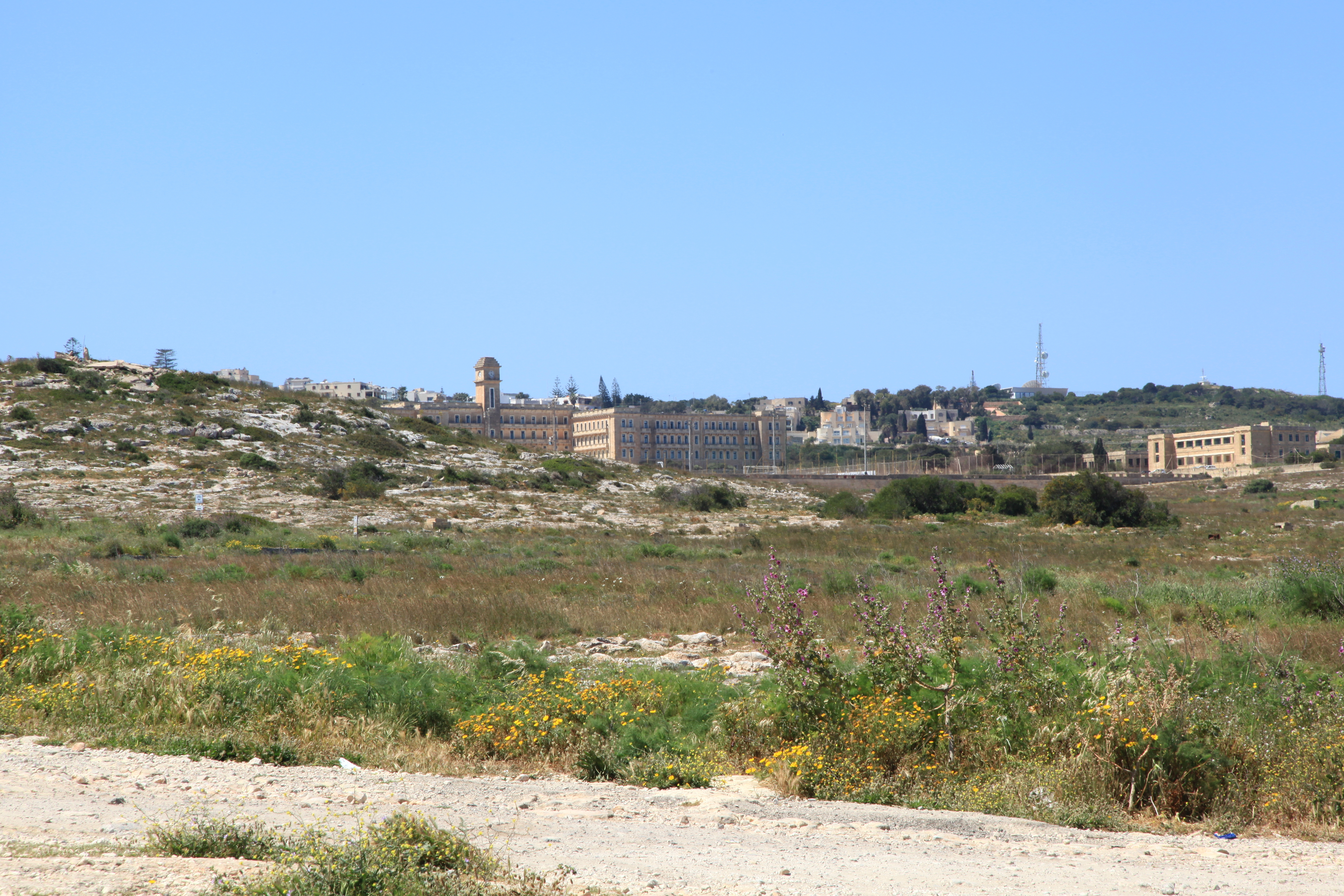
펨브로크

펨브로크의 위치

펨브로크(영어: Pembroke)는 몰타 북부 연안에 위치한 도시로 면적은 2.3km2, 높이는 64m, 인구는 3,038명(2010년 12월 기준), 인구 밀도는 1,300명/km2이다.

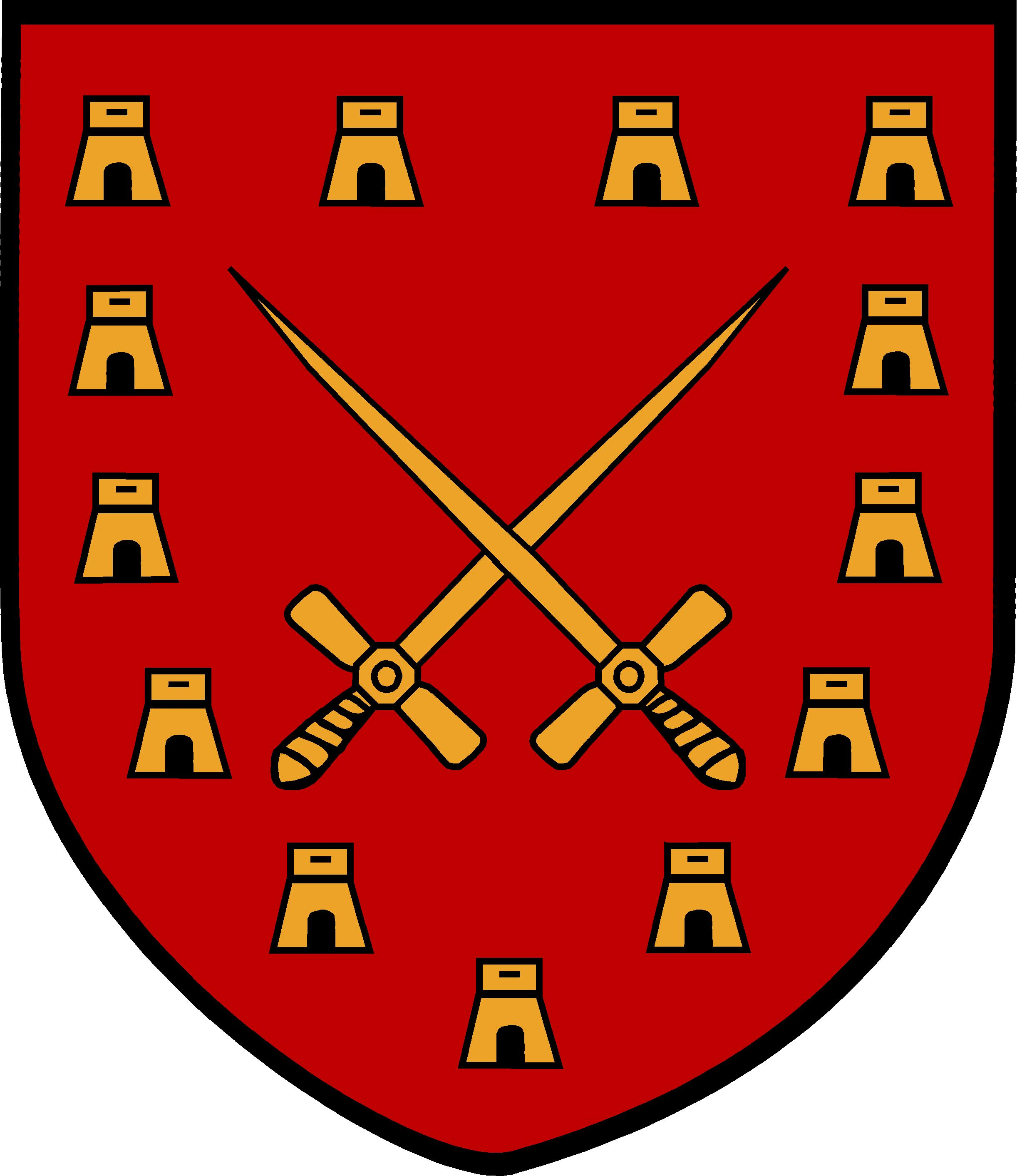
시 문장